# Drosia
Drosia  este un oraș în Grecia în prefectura Attica.